# Gabriel Bá
Gabriel Bá (São Paulo, 5 de junho de 1976) é um quadrinista brasileiro, nascido no estado de São Paulo, sendo um dos mais premiados quadrinistas brasileiros da atualidade. Junto com seu irmão gêmeo Fábio Moon, já publicou trabalhos nos EUA, Itália e Espanha. Foram os primeiros brasileiros a ganharem o Prêmio Eisner de quadrinhos.

## Biografia
O primeiro trabalho notável dos irmãos foi o fanzine independente no estilo underground chamado 10 pãezinhos, que chegou a 40 números e rendeu muitos elogios aos dois. Já foram publicados cinco livros dos 10 pãezinhos: O Girassol e a Lua (2000, Via Lettera), Meu Coração, Não Sei Por Quê (2001, Via Lettera), Crítica (2004, Devir), Mesa para Dois (2006, Devir) e Fanzine (2007, Devir).
Eles lançaram mais 3 revistas independentes no Brasil: Rock'N'Roll (2004), em parceria com Bruno D'Angelo e Kako; Um Dia, Uma Noite (2006) e 5 (2007), em conjunto com a americana Becky Cloonan, o grego Vasilis Lolos e o gaúcho Rafael Grampá. Esta última revista ganhou o Eisner Award 2008 de melhor antologia, junto com a hq digital Sugarshock, escrita por Joss Whedon.
Em 2007, lançaram uma quadrinização de "O Alienista" de Machado de Assis, premiada com o Prêmio Jabuti de "Melhor livro didático e paradidático de ensino fundamental ou médio".
The Umbrella Academy, HQ escrita por Gerard Way, vocalista da banda My Chemical Romance, desenhada por ele e colorida por Dave Stewart, recebeu diversos elogios do público e da crítica e inclusive foi vencedora do Eisner.
Pelo selo Vertigo da DC Comics, Moon e Bá lançaram a HQ Daytripper, minissérie em 10 edições, desenhada e escrita por eles e colorida por Dave Stewart.
Desenham BPRD: 1947, escrita por Mike Mignola e Josh Dysart, uma prancha dominical na Folha de S.Paulo, chamada “Quase Nada”, e uma página de Quadrinhos na revista mensal Época São Paulo.
Em 2015, os irmãos lançaram uma nova HQ, Dois Irmãos, baseada na obra homônima de Milton Hatoum, publicada no Brasil pelo selo Quadrinhos na Cia. da editora Companhia das Letras e nos Estados Unidos pela editora Dark Horse Comics, no ano seguinte, a obra ganhou um Eisner Award na categoria "melhor adaptação de outro meio",  o Harvey Award na categoria Melhor Edição Estadunidense de Material Estrangeiro e o Troféu HQ Mix na categoria adaptação para os quadrinhos.
Em 2016, os irmãos adaptaram o conto How to Talk to Girls at Parties, de Neil Gaiman.

## Prêmios
- 2011 - Eisner Awards - Melhor série limitada (Daytripper)

Harvey Awards - Melhor História em Edição Única (Daytripper)
- 2008 - Harvey Awards - Melhor nova série (The Umbrella Academy)

Scream Awards - Melhor artista de Quadrinhos - Gabriel Bá
Jabuti - Melhor livro didático e paradidático de ensino fundamental ou médio (O Alienista)
Eisner Awards - Melhor Antologia (5) e Melhor Quadrinho digital (Sugarshock)
- 2006 - Prêmio Angelo Agostini - Melhor Desenhista (com Fábio Moon)

Prêmio HQ Mix - Melhor Edição Especial Nacional (10 Pãezinhos: Mesa para dois), Melhor Revista Independente (10 Pãezinhos: Um dia, uma noite), Melhor Blog de Artista (Os Loucos Underground), Melhor Desenhista Nacional (com Fábio Moon)
- 2005 - Prêmio Angelo Agostini - Melhor Desenhista (com Fábio Moon)

Prêmio HQ Mix - Melhor Blog de Artista (Os Loucos Underground)
- 2004 - Prêmio Angelo Agostini - Melhor Roteirista (com Fábio Moon)

Prêmio HQ Mix - Melhor Edição Especial Nacional (10 Pãezinhos: CRÍTICA), Melhor Blog de Artista (Os Loucos Underground), Melhor Desenhista Nacional (com Fábio Moon)
- 2003 - Prêmio HQ Mix - Melhor Blog de Artista (Os Loucos Underground)

- 1999 - Xeric Foundation Grant - Roland

Prêmio HQ Mix - Desenhista Revelação (com Fábio Moon), Melhor Fanzine (10 Pãezinhos)